# Тёткиш
Тёткиш — поселок в Костромском районе Костромской области. Входит в состав Караваевского сельского поселения.

## География
Находится в юго-западной части Костромской области на расстоянии приблизительно 9 км на юго-восток по прямой от железнодорожной станции Кострома-Новая на левом берегу реки Теткиш напротив одноименного садоводческого товарищества.

## Население
Постоянное население составляло 46 человек в 2002 году (русские 94 %), 0 в 2022.